# Avingasittuit Siqinirsipangat Island
Avingasittuit Siqinirsipangat Island – niezamieszkana wyspa w Archipelagu Arktycznym, w regionie Qikiqtaaluk, na terytorium Nunavut, w Kanadzie. Znajduje się u zbiegu Cieśniny Hudsona i Morza Labradorskiego. Sąsiaduje m.in. z Lawson Island, Holdridge Island, Observation Island, Leading Island i MacColl Island.